# Imprezowi rodzice
Imprezowi rodzice (ang. Drunk Parents) – amerykański film komediowy z 2019 roku w reżyserii Freda Wolfa, wyprodukowany przez wytwórnie Vertical Entertainment i DirecTV Cinema. Główne role w filmie zagrali Alec Baldwin i Salma Hayek.
Premiera filmu odbyła się 19 kwietnia 2019 w Stanach Zjednoczonych. Trzy miesiące później, 5 lipca, obraz trafił do kin na terenie Polski.

## Fabuła
Frank (Alec Baldwin) i Nancy (Salma Hayek) mieszkają na bogatym przedmieściu. Właśnie wysłali córkę na studia i teraz ich największym problemem jest ukrycie przed zamożnymi i zblazowanymi sąsiadami, że... są kompletnie spłukani. Sytuacja jest dramatyczna, muszą więc mocno kombinować, jak w miarę szybko i bez większego wysiłku zdobyć potrzebne fundusze. W końcu wpadają na genialny plan. Postanawiają za grube pieniądze wynająć dom sąsiada, który wyjechał z miasta na kilkumiesięczne wakacje. Szalony pomysł, zamiast łatwej kasy, przynosi serię przekomicznych i zupełnie nieprzewidzianych zdarzeń.

## Obsada
- Alec Baldwin jako Frank Teagarten[2]
- Salma Hayek jako Nancy Teagarten[2][3]
- Joe Manganiello jako Bob Donnelly[3]
- Natalia Cigliuti jako Betty Donnelly[4]
- Jim Gaffigan jako Carl Mancini[3]
- Ben Platt jako Jason Johnson[3]
- Aimee Mullins jako Heidi Bianchi
- Sasha Mitchell jako Shope
- Treat Williams jako Dan Henderson
- Olivia Luccardi jako Jessie
- Aasif Mandvi jako Nigel